# Jbiel
Jbiel  (in arabo اجبيل‎?) è un centro abitato e comune rurale del Marocco situato nella provincia di El Kelâat Es-Sraghna, regione di Marrakech-Safi. Conta una popolazione di 11 376 abitanti (censimento 2014).